# ماربل (مینه‌سوتا)
ماربل، مینه‌سوتا (به انگلیسی: Marble, Minnesota) یک شهر در ایالات متحده آمریکا است که در شهرستان ایتاسکا، مینه‌سوتا واقع شده‌است.

## خصوصیات
ماربل ۱۱٫۵۳ کیلومترمربع مساحت و ۷۰۱ نفر جمعیت دارد و ۴۳۲ متر بالاتر از سطح دریا واقع شده‌است.